# Djelmo
La Djelmo è stata un'automobile da record con cui il pilota italiano Giulio Foresti tentò, senza riuscirci, la conquista del record di velocità.

## Storia del progetto
Nei primi anni venti il principe egiziano Djelaleddin, interessato ad ottenere il record di velocità su terra, acquistò dalla Sunbeam il progetto di un'automobile da competizione, mai costruita, realizzato da Louis Coatalen e Vincenzo Bertarione. Djelaleddin, che viveva a Parigi, assunse Edmond Moglia, un ingegnere italiano anch'esso residente nella capitale francese, per costruire un'auto da record basata sui disegni Sunbeam.
Il progetto, che prese il nome di Djelmo, dalla iniziali di Djelaleddin e Moglia, fu portato avanti in gran segreto.
Il motore era un 8 cilindri in linea da 10.100 cm³, con pistoni in alluminio e distribuzione a doppio albero a camme in testa.
La potenza era di 355 CV a 3.000 rpm, la stessa del Sunbeam Manitou che equipaggiava la Sunbeam 350 HP, che aveva stabilito il record di velocità nel 1922. Il motore della Djelmo era però molto più piccolo e leggero del Manitou, che era un motore aeronautico da 18.332 cm³.
Per soddisfare la normativa francese vigente all'epoca, il cambio era dotato di due marce più retromarcia.
La carreggiata posteriore era molto stretta, appena 950 mm, mentre quella anteriore era più ampia e misurava 1.480 mm.
La vettura era dotata di una coppia di freni a tamburo sull'asse posteriore, quello sulla ruota sinistra era azionato a pedale, mentre quello sulla destra era comandato da una leva. Il peso complessivo era di soli 910 kg, molto inferiori agli oltre 1.500 kg della Sunbeam 350 HP.

## Primi test
Nel 1924 fu svelato il nome del pilota che avrebbe dovuto tentare il record, il bergamasco Giulio Foresti. I primi tentativi furono effettuati in vari siti francesi nello stesso anno. In particolare, a Marsiglia Foresti fu cronometrato a 254 km/h, velocità superiore al record assoluto, in quel momento in mano alla Fiat Mefistofele di Ernest Eldridge. 
Si trattava però di prove non ufficiali, non valide per il record, inoltre le prestazioni furono giudicate insoddisfacenti. La vettura fu sottoposta a diverse modifiche, sia all'alimentazione, con nuovi carburatori, sia all'aerodinamica, con parabrezza e calandra di nuovo disegno.
Il motore erogava ora 450 CV.
L'installazione di un compressore volumetrico fu solo presa in considerazione. Il tentativo di record, che avrebbe dovuto avere luogo negli Stati Uniti, fu rimandato a causa dei ritardi nei lavori.
Nel 1926 J. G. Parry-Thomas con la sua Babs aveva innalzato il record a 171,02 mph (275,23 km/h). Djelaleddin si rese conto che la Djelmo difficilmente avrebbe raggiunto tale velocità, ed ordinò la progettazione di una nuova vettura. Basata sul design della prima Djelmo, avrebbe adottato due motori da 8 cilindri. Posizionati uno all'anteriore e uno al posteriore, col pilota seduto in mezzo, avrebbero azionato rispettivamente le ruote anteriori e quelle posteriori. Cambio e frizione sarebbero stati sdoppiati ma a comando singolo. La velocità massima fu stimata, su carta, in circa 250 mph (402 km/h).
Nel frattempo, a marzo del 1927, Henry Segrave con la Sunbeam 1000 HP aveva portato il record a 203,79 mph (327,98 km/h). Nonostante il peso della vettura di Segrave fosse superiore a quello della Djelmo, i motori della Sunbeam erogavano circa 900 CV, una potenza molto superiore ai 450 CV raggiunti dalla Djelmo dopo le ultime modifiche. Il record assoluto fu quindi considerato fuori portata.

## Il fallimento di Pendine Sands

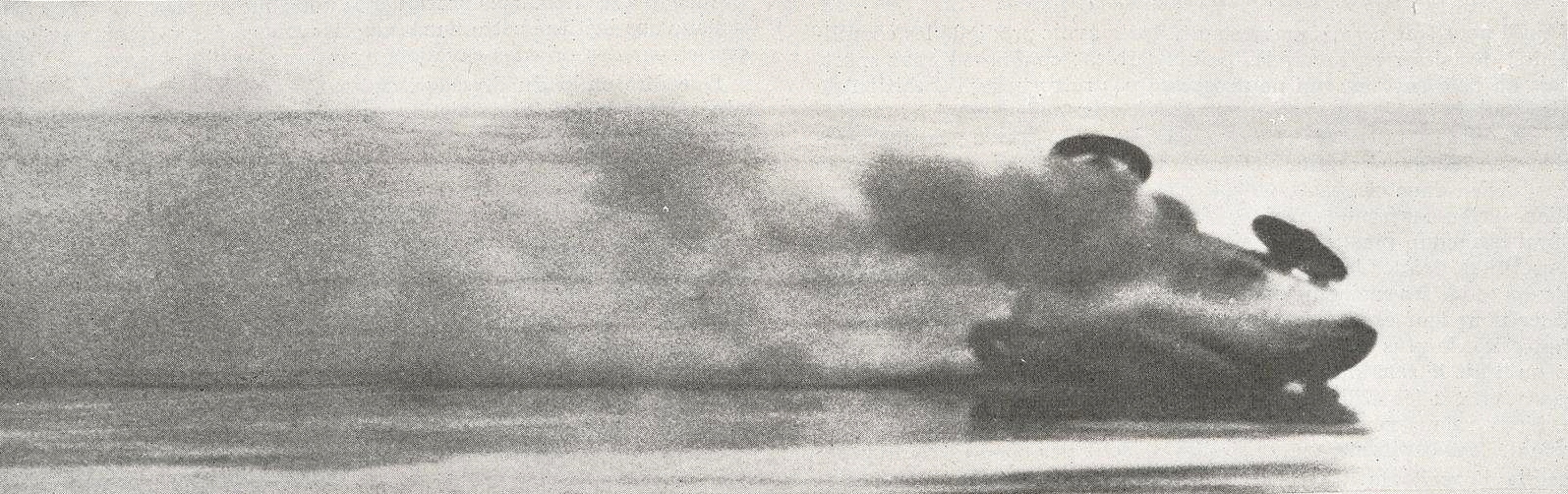
Ad oltre 240 km/h Foresti perse il controllo della vettura, che si ribaltò su se stessa più volte

Foresti non si diede per vinto e, in solitaria, si spostò con la Djelmo a Pendine Sands, in Gran Bretagna. La sua speranza era di conquistare almeno il record britannico, in quel momento detenuto dal Napier-Campbell Blue Bird di Malcolm Campbell e pari a 281,44 km/h (174,88 mph). Foresti non aveva una struttura ne i mezzi adeguati per lavorare alla Djelmo, ed anche pezzi di ricambio minori richiedevano giorni per arrivare. Assieme alla vettura trascorse mesi sulla spiaggia britannica, tanto che la sua postazione di lavoro riceveva frequenti visite dagli abitanti del luogo. Il 26 novembre, Foresti decise di provare nuovamente la Djelmo. Nei test precedenti, la vettura aveva evidenziato la preoccupante tendenza a sbandare di coda alle alte velocità. Mentre procedeva ad oltre 240 km/h, Foresti perse il controllo della Djelmo, che si cappottò, rotolando più volte su stessa e sbalzando fuori il bergamasco. Nonostante indossasse solo gli occhialoni, senza altra protezione, grazie alla sabbia morbida e al fatto che non fosse rimasto intrappolato nella vettura, Foresti riporto solo lievi ferite. La vettura, invece, rimase completamente distrutta. A causa della perdita di interesse da parte del finanziatore, la vettura non fu riparata e il progetto della nuova vettura bimotore non fu portato avanti.